# Borgo del Ponte
Borgo del Ponte è una frazione del comune di Massa, in provincia di Massa e Carrara.

## Geografia fisica
Borgo del Ponte si trova nella parte settentrionale della città di Massa.
In antichità Borgo del Ponte era un luogo di transito su due direttrici: Monti/Mare e Liguria/Toscana. La prima strada, in linea Luni/Lucca, corrisponde al tracciato della Via Francigena.

## Storia

### Origini
Le origini di Borgo del Ponte sono tra le più antiche databili dell'intero territorio massese. In un documento conservato nell'Archivio arcivescovile di Lucca datato 882, si accenna all'intenzione di fondare una città "intorno a quel gruppo di case sul Fiume Frigido", la cosiddetta "Massa prope Frigidum".
Sembra che questo documento non fosse riferito al raggruppamento di case esistenti in quel tempo in località Cerbaria o Ponte di Martin Ferrajo, proprio sul luogo che era segnato come "Ad Taberna Frigida".
Il documento dovrebbe accennare invece al gruppo di piccole case che erano state fabbricate nella località "Colle" o "Santa Lucia", che occupavano e anche ora occupano la sponda del fiume Frigido.

### Sviluppo della Borgata
Il Borgo del Ponte si è sviluppato dopo il 1100 con la costruzione dell'ospedale (1090) e delle abitazioni. Nel corso dei secoli la borgata si è arricchita di diversi edifici indispensabili per la sua sopravvivenza, come la fontana pubblica e il Palazzo Andrei del XVI secolo, l'arco di Alberico I Cybo-Malaspina eretto nel 1574, la chiesa del ponte anch'essa del 1500, la villa della Cuncia edificata nel 1557 e il ponte vecchio.

### Terremoto del 7 settembre 1920
Il 7 settembre 1920 una scossa del 10º grado della scala Mercalli con epicentro in Lunigiana provocò danni e vittime anche a Borgo del Ponte. Il numero dei morti fu di 300; furono completamente distrutte molte case, le strade furono spezzate in due con la presenza di ampie voragini. Il sisma provocò paura tra gli abitanti della città e delle borgate periferiche, che preferirono rifugiarsi sui monti piuttosto che rimanere a valle in preda di eventuali altre scosse.
La città chiese l'intervento dello Stato, che inviò materiali, medici volontari, ambulatori mobili, mezzi di trasporto e tende da campo che contribuirono ad alleviare il disagio della popolazione colpita dal sisma. Nel frattempo giunsero anche i pompieri da Pisa e squadre di infermieri della Croce Rossa Italiana, insieme ad altri soccorsi da Siena, Prato, Altopascio, Collodi, San Miniato, Montopoli e Piombino.
Il giorno dopo giunsero a Massa la Principessa Mafalda di Savoia, il Re Vittorio Emanuele III di Savoia ed altre autorità di Stato e vennero montate le tende per i terremotati, in Piazza Aranci e Piazza Martana.
Un anno dopo, il parroco della Chiesa di San Martino, mons. Casimiro Peroncini commissionò una statua di S. Emidio, a ricordo dello scampato pericolo.
La statua venne posizionata in una nicchia della navata della Chiesa.
Dal 1921 il Borgo del Ponte iniziò i festeggiamenti al Santo Protettore del terremoto, che con grande affluenza veniva portato in solenne processione per le strade della città.

### Terremoto del 27 gennaio 2012
Il 27 gennaio 2012, alle ore 15.53, un terremoto, di magnitudo 5,4, è stato avvertito anche nel Comune di Massa, ma soprattutto a Borgo del Ponte, dove le due chiese locali hanno riscontrato danni alla struttura e sono state dichiarate inagibili dai vigili del fuoco.
Nella Chiesa di San Martino è crollata una porzione di soffitto sull'altare di sinistra, che non ha subito danni nonostante i calcinacci caduti, mentre nella Chiesa di Santa Lucia si sono riscontrate evidenti crepe sulla volta.

## Luoghi di interesse

### L'Ospedaletto dei santi Giacomo e Cristoforo
L'ospedale dei santi Cristoforo e Giacomo, risalente al 1090, in origine serviva da rifugio per i pellegrini; successivamente venne trasformato in ospedale per la cura degli infermi. L'Ospedale, che sorgeva vicino alla chiesa di San Martino, era situato alla Porta del Ponte (Porta Liguria), sul lato destro; possedeva un'ampia scalinata in marmo con un prezioso portale che oggi si trova ben conservato ad ornamento dell'antica porticina che un tempo dava accesso alla chiesa dell'ospedale. Oltre il portale un'altra rampa di scale conduceva alle corsie vere e proprie; sopra la rampa esisteva una scultura in marmo che rappresentava i due Santi Giacomo e Cristoforo in atto penitente. Della scultura si persero le tracce durante gli scavi per la costruzione dei rifugi antiaerei nel 1944 e la demolizione di una parte del vecchio fabbricato dell'Ospedale; fu ritrovata casualmente nel 1985, in una casa privata. Oggi la scultura è ben conservata presso il museo Etnologico della Madonna degli Uliveti, come dono offerto dalla famiglia che la possedeva.
Durante gli scavi nel 1944 vennero ritrovati anche numerosi resti umani seppelliti con semplici lenzuola, che si pensa siano appartenuti a persone decedute a causa di un'epidemia oppure a pellegrini morti per cause naturali.
Circa il mantenimento dell'Ospedale, il primo Marchese di Massa, Alberico I Cybo-Malaspina, del ramo di Fosdinovo, nel suo testamento del 1515 lasciò mille ducati d'oro all'Ospedale di Borgo del Ponte per l'acquisto di beni immobili.
L'ospedale venne trasferito nel 1785 quando la duchessa Maria Teresa Cybo-Malaspina fece cacciare i Padri Agostiniani dal loro convento situato presso Turano: fu deciso di trasferire l'antico Ospedale dei SS. Giacomo e Cristoforo dal Borgo del Ponte in questa nuova sede.
Per tale trasferimento era necessario un ampliamento dell'edificio e soprattutto la bonifica della zona circostante, necessaria a causa dell'aria poco salutare dovuta alla troppa vicinanza della Palude del Lago di Porta.
Questi lavori però non furono fatti subito e per questo motivo l'ospedale venne trasferito provvisoriamente presso il Convento dei Padri Serviti in località "Campo Rimaldo", nell'attuale Via Palestro, dopo che i padri vennero cacciati dalla Duchessa di Massa.
Dopo la restaurazione politica del 1815, sotto la Duchessa Maria Beatrice d'Este e dopo la bonifica del lago, attuato da Elisa Bonaparte Baciocchi durante il suo principato mediante la costruzione di cateratte al Cinquale, i lavori furono ripresi e nel 1819 fu aperto il nuovo ospedale. Attualmente l'ospedale si trova presso Turano nel vecchio Convento dei Padri Agostiniani vicino alla Chiesa della Madonna del Monte.

### Il Ponte Vecchio
Il "Ponte Vecchio" a schiena d'asino con tre arcate in mattoni fino al 1859 consentì anche il transito ai pesanti carri che trainavano blocchi di marmo. In seguito fu vietato l'attraversamento anche ai mezzi di trasporto che portavano i detriti dalla vicina segheria allo scarico dei "poggi" e all'inizio ed alla fine del ponte furono erette delle colonnine in marmo, conosciute come "Coronèli", che impedivano il passaggio ad ogni specie di carro.
Il ponte faceva parte del tracciato della Via Pedemontana: dall'attuale Porta Martana seguiva il tracciato di Via Bigini, per poi unirsi con Via Guglielmi-Zoppi e riuscire dall'Arco del Salvatore. Da qui si dirigeva verso la Pieve di San Vitale e per far questo doveva passare dal nucleo di Borgo del Ponte, dove esisteva il passaggio per superare il fiume Frigido.
Il 29 ottobre 1859, in seguito a una piena, il ponte cedette alla forza della corrente. Antonio Matteoni, racconta l'episodio del crollo del ponte:
" Il 29 ottobre dell'anno 1859 una straordinaria fiumana lo messe a terra, precipitando con esso, e affogando, quattro persone, che stavano imprudentemente sopra di esso a veder la fiumana, mentre il ponte già flesso scuoteva orribilmente, e le acque chiudevano quasi l'intera luce. La mattina dopo Pietro Bontempi di Massa, paesista stimato in patria, ne prendeva ricordo per arricchire il suo Album, che poi ha ripetuto in qualche lavoro di particolare suo gusto ".
La sua ricostruzione avvenne nello stesso anno, sostituendo il precedente materiale di costruzione con spalliere in ferro resistente. Nell'Aprile del 1945, qualche giorno prima della liberazione della città di Massa, il ponte fu fatto saltare dai tedeschi in ritirata, con forti cariche di polvere da sparo. Ne fu ricostruito uno provvisorio costituito da grossi bidoni ripieni di sassi e ghiaia e alla fine del 1945 venne sostituita la parte lignea con altra in ferro.

### L'antica Villa della Cuncia
La Villa dei Marchesi Malaspina detta volgarmente "della Cuncia" fu edificata sulla riva del fiume Frigido nel 1557 e poi restaurata nel 1577 dal primo Principe di Massa e Marchese di Carrara Alberico I Cybo-Malaspina, a cui si deve la creazione della "Massa Nuova o Cybea" cinta di alte mura. La Villa della Cuncia prende il nome a ricordo dell'attività di conceria che si svolgeva nella zona. Alcune stanze della villa sono state affrescate dal pittore di Fivizzano Giovan Battista Ghirlanda, padre del più noto Agostino Ghirlanda.
La villa, di color rosso, era costituita da una piccola torre merlata con caratteristiche toscane e da un blocco rettangolare adiacente. Era più che altro un " punto di appoggio per le giornate dedicate alla pesca".
In seguito, la proprietà passò dai Marchesi Malaspina a privati. La prima famiglia che l'acquisì fu quella Marchini; successivamente la proprietà passò ad altre casate. La Villa ha subito vistosi cambiamenti decorativi e volumetrici per adattarla alle esigenze dei nuovi proprietari.
Questa zona confinante del Borgo del Ponte era spesso frequentata dalle lavandaie, che scendevano sul fiume con i loro panni da lavare o che erano di passaggio per raggiungere, attraverso il mulino, il caratteristico "Trumbin" dove esisteva un modesto e comodo lavatoio.
All'epoca, per raggiungere l'antica villa, si doveva percorrere una scorciatoia denominata "Fossa-Ceca", fiancheggiata da piante di aranci e limoni, poi oltrepassare un ampio cancello in ferro.
Lo storico massese Frediani, nei suoi appunti conservati presso l'Archivio Comunale, ricorda che nell'anno 1570 esisteva al "Colle": "Un Palazzetto con terrazzo, una fontana con pescheria, olivi, fichi, aranci e vigne" che corrispondeva alla Villa della Cuncia.
Faceva parte della Villa anche l'agrumeto, già proprietà della famiglia Giorgieri e successivamente della famiglia Pellerano.
Sopra un pendio dell'agrumeto si trova un'artistica terrazza con colonnine e statue marmoree in una esecuzione seicentesca di buon pregio.
Furono trasportate nella Villa, durante la sua inaugurazione, anche le piante di arancio che si trovavano nel vecchio giardino del Prado, orto di don Pieretti e successivamente di don Paolini.
Sulla facciata sono ancora visibili antichi resti; al centro di essa esisteva un'edicola incavata nel muro, entro la quale è ancora ben conservata una scultura marmorea di S.Antonio con il bambino in braccio, risalente al 1786, come risulta dall'iscrizione scolpita sotto l'immagine. A fianco della piccola maestà ci sono due artistici medaglioni raffiguranti personaggi della mitologia greca: Giunone, Dea della bellezza e Flora, Dea dei fiori e della primavera.
Un recente intervento di ristrutturazione edilizia ne ha alterato il carattere di villa signorile cinquecentesca. Oggi la villa è sede di un'azienda agricola di proprietà privata e non è visitabile.

### L'Arco di Alberico I
La Borgata del Ponte era attraversata da una strada medioevale che raggiungeva, attraverso una lunga e caratteristica scalinata, il "Ponte Vecchio" sul Frigido. All'inizio di questa scalinata, per volere di Alberico I Cybo-Malaspina, fu eretta nel 1574, accanto alla chiesa e poco prima del ponte, la più antica Porta di Massa che, successivamente, venne denominata "Porta Liguria", ma che volgarmente è conosciuta come "Porta del Ponte".

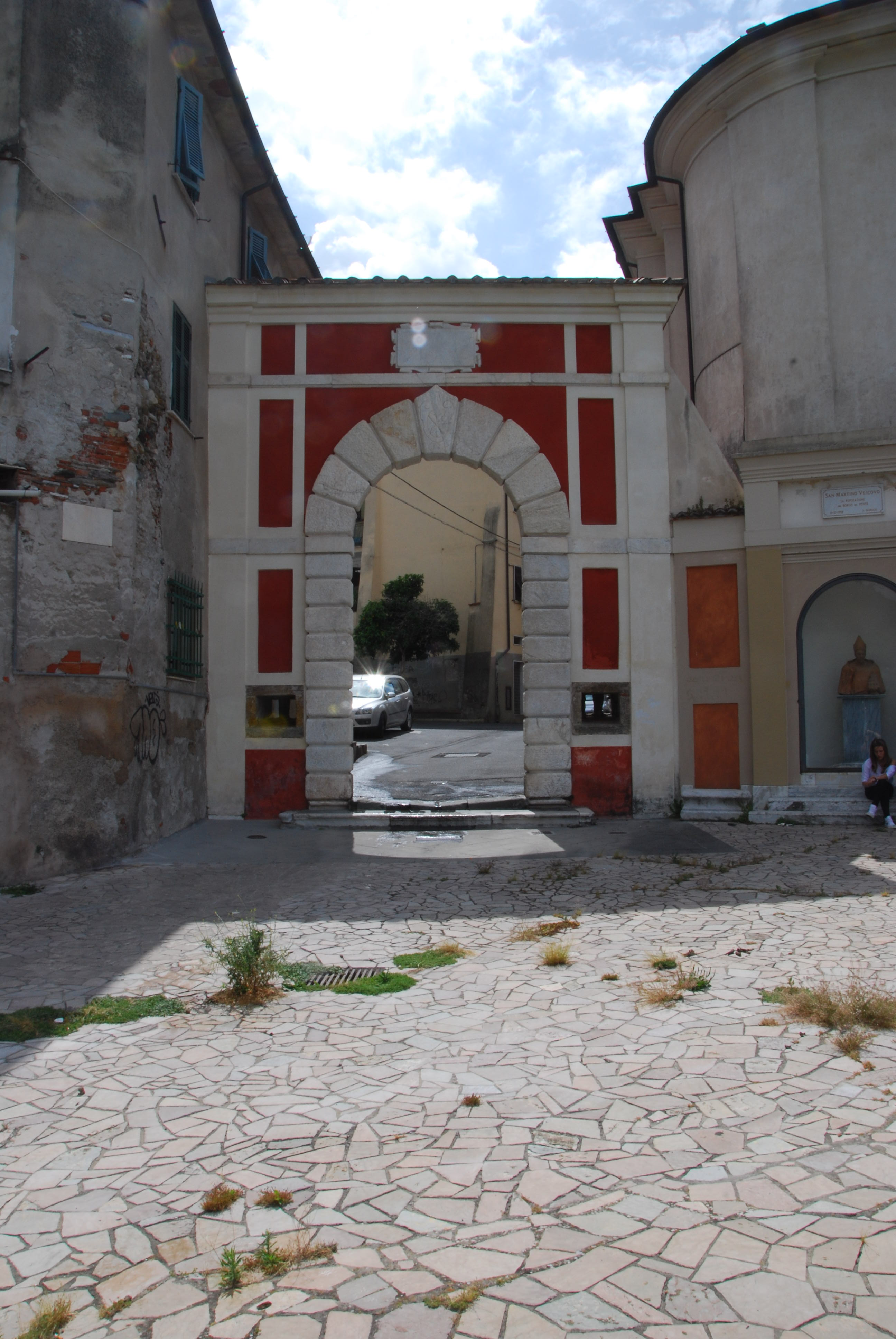
L'Arco di Alberico I Cybo-Malaspina.

L'architettura del monumento è simile a quella delle altre porte della cinta muraria, tutte dotate di un arco centrale evidenziato da marmi bugnati e sormontato da un cartiglio marmoreo con epigrafe dedicatoria, affiancato da feritoie laterali. L'arco al centro presenta uno stemma che riproduce il simbolo della comunità massese (due bastoni incrociati sopra la mazza chiodata centrale) soprastante un ponte a tre arcate, simbolo invece della comunità di Borgo del Ponte.
Il cartiglio di marmo, che si trova al centro dell'arco, ricorda l'ospitalità data dallo stesso Principe ai "Nobili Vecchi" di San Luca, provenienti da Genova, dopo i moti del 1575.
La lunga epigrafe è ancora ben conservata:
In seguito a una riforma del 1528 emanata dal governo genovese vi furono motivi di dissenso fra i nobili Vecchi del Portico di San Luca e i nobili Nuovi di San Pietro.
I moti e le sollevazioni popolari obbligarono i nobili Vecchi a uscire dalla città di Genova con le famiglie e con i loro beni e a rifugiarsi nei loro feudi o presso principi amici. Fu così che nel 1575 Alberico I Cybo-Malaspina, considerandosi del loro partito, ospitò i profughi che si erano rivolti a lui. Giunsero a Massa quaranta famiglie tra le quali i Doria, i Grimaldi, i Pallavicino, i Lomellini e altre.

### La Pubblica Fonte
La vicinanza al fiume non creava problemi per l'approvvigionamento di acqua, ma notizie sulla presenza di fonti pubbliche nel Borgo si hanno solo a partire dal 1500.
Una prima fontana fu realizzata nel 1565 per volere di Alberico I Cybo-Malaspina. La fontana abbelliva la piccola Piazza di S. Martino e si trovava nello stesso luogo di quella attuale, ma era formata da una vasca circolare staccata dal muro e affiancata da due colonne di marmo, di cui una è ancora oggi visibile nell'angolo della casa Ponticelli, accanto alla fonte. In seguito allo stato di abbandono, questa fontana rimase senza acqua per molti anni, finché nel 1721 si provvide alla sua sostituzione con una fontana più grande, composta da diversi elementi: una bella vasca in marmo, decorata da anelli a rilievo, su cui appoggia un gruppo scultoreo di gusto barocco in cui campeggia un mascherone da cui sgorga l'acqua. A lato destro del mascherone è inserito un cartiglio con lo stemma della città di Massa: due bastoni incrociati e la mazza d'armi al centro. Sul lato sinistro un altro cartiglio riproduce un ponte a tre arcate, lo stemma di Borgo del Ponte. Al di sopra del mascherone c'è un elaborato cartiglio marmoreo che sovrasta la fontana e con la sua epigrafe ne narra la storia.:

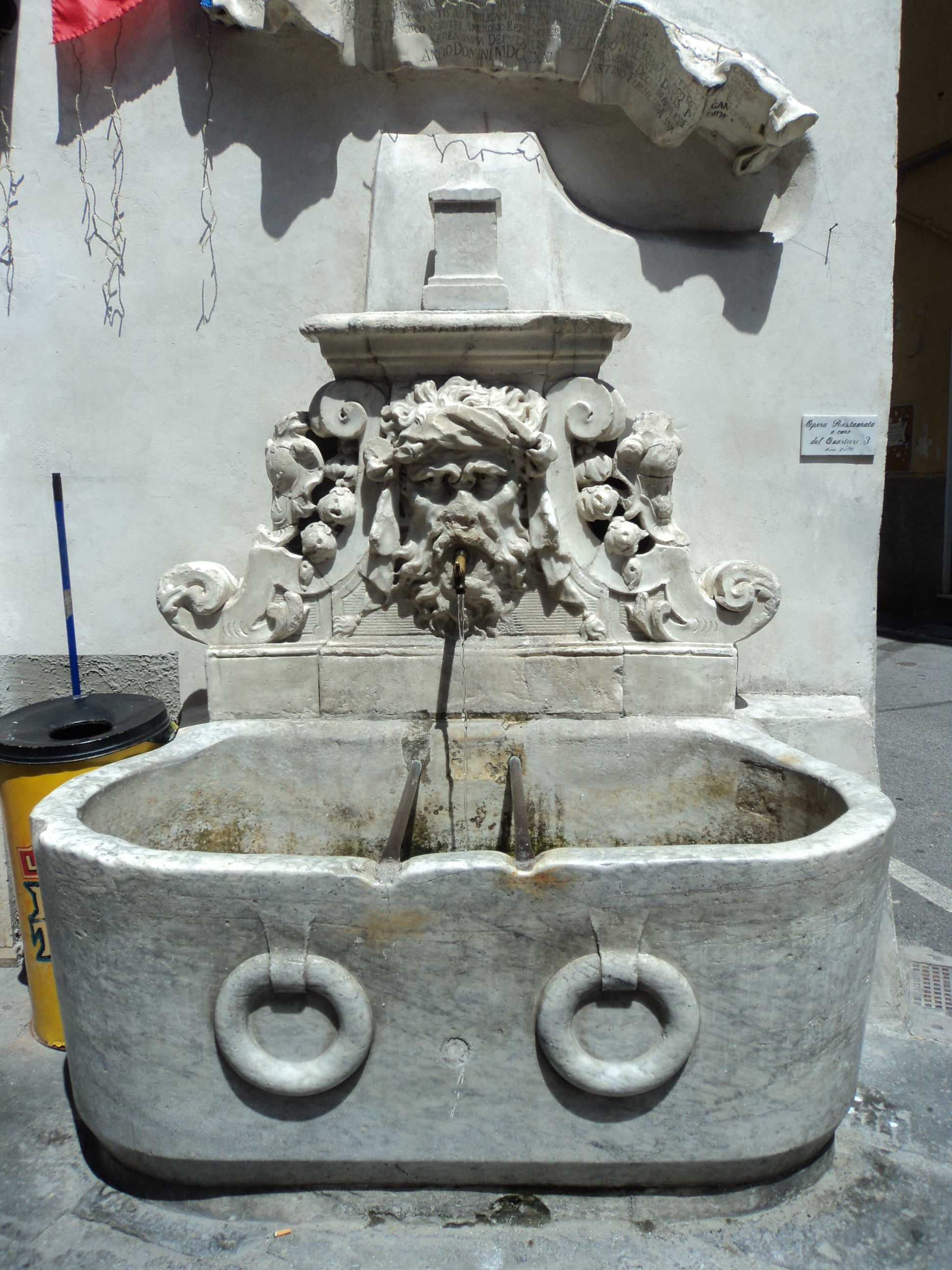
La pubblica fonte di Borgo del Ponte.

### Il Palazzo Andrei
Di fronte alla fontana, già menzionata sopra, si erge il maestoso Palazzo Cristoforo Andrei con bei marmi lavorati unitamente a terrazze e terrazzini di ferro battuto, risalente al XVI secolo.
Lo stabile fa parte delle proprietà Dell'Andrea, che fondò la sua sede al Ponte, dopo essere stato iscritto al Patriziato di Siena, e che oggi fa parte del beneficio parrocchiale. Fu donato alla Chiesa dalla Signora Giovanna Andrei ormai vedova, assieme ad un uliveto in località Pruneta presso Turano e ad un vigneto in Forcola nella zona massese di Romagnano.

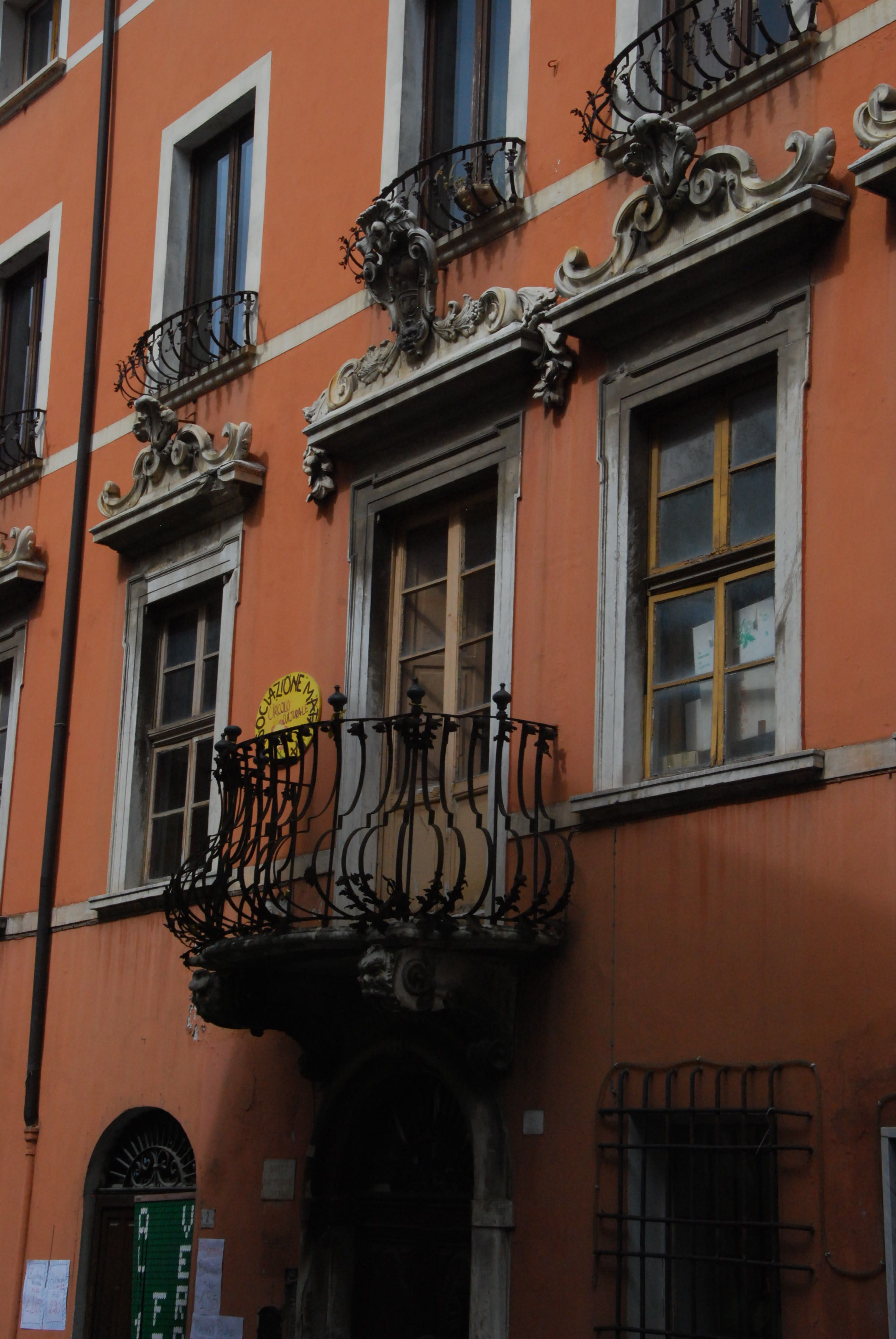
Il Palazzo Andrei.

### L'Araglio
Nel corso degli anni le case cominciarono a formare piccoli nuclei abitativi fino a costruire il borgo con il numero più elevato di abitazioni dell'intera città.
Nacque così l'agglomerato di case denominato Araglio, una specie di ghetto abitato dalle famiglie più povere del sobborgo massese.
Ad esso si accedeva attraverso tre antiche "voltole", collegate tra loro e costruite in pietra arenaria.
La più importante era quella che si apriva sulla Via Medioevale, l'attuale via S. Martino; la seconda "Voltola" aveva il suo imbocco in via del Colle, l'attuale via Cavallotti, proprio all'inizio ed era un passaggio secondario, oggi ostruito e chiuso.
La terza "voltola" si apriva di fronte all'Aia di "Cuccàn" in mezzo a rustiche costruzioni mai rinnovate. L'interno dell'Araglio era costituito da case rustiche con grezze scale che portavano al piano superiore, disseminate lungo un piazzale mal coltivato e sempre umido e fangoso. L'Araglio con il passare del tempo è stato aggregato alla Borgata attraverso un'ampia apertura ottenuta con la demolizione di alcuni gruppi di case cadenti oltre a quella della "Voltola principale" stessa.

### La Chiesa del Ponte
La Chiesa del Ponte è denominata così per la vicinanza del ponte sul Frigido. Il titolo di San Martino, Patrono di Borgo del Ponte fu dato nel 1575. Fu consacrata nel 1596 dal Vescovo e Conte di Luni mons. Savago.
Alle origini la chiesa faceva parte dell'ospedale dei Santi Giacomo e Cristoforo ed aveva assunto la denominazione di "Cappella dell'Hospitale Sancti Jacobi" e ciò è dimostrato dal fatto che il suo ingresso originario era situato presso la porticina attualmente rivolta verso l'Arco di Alberico I Cybo-Malaspina.

### Santa Lucia
Scendendo dalla strada della Bassa Tambura si giunge fino a Santa Lucia, una popolosa borgata legata alla Parrocchia di San Martino al Ponte. Il sobborgo è costituito da antiche case situate sulla sponda sinistra del fiume Frigido. Al centro della piazzetta si erge l'antica e minuscola Chiesa.
La Chiesa di Santa Lucia si presenta con una facciata semplice, ma con una bella scultura in marmo del Capo della Santa sopra l'ingresso centrale, scolpita dall'artista pontese Riccardo Rossi.
La Chiesa è ricordata in antichi documenti con il nome di "Villa del Colle" ed è stata edificata intorno al XV secolo.
Il 13 dicembre a Santa Lucia, ma anche a Borgo del Ponte, è un giorno di festa; nella tradizione popolare si usava festeggiare questo giorno con l'abbondanza di "castagnacci" o "bollenti".
Infatti, anche oggi, lungo la strada che unisce Borgo del Ponte a Santa Lucia, si trovano sparsi "castagnacciai" che con un rudimentale fornello a carbone sono intenti alla cottura dei "castagnacci" che possono essere acquistati dalle persone a pochi spiccioli.
Questa tradizione è attiva specialmente nei pressi della Chiesa di Santa Lucia.